# الشكامي (يريم)

تعديل مصدري - تعديل

الشكامي هي إحدى قرى عزلة خودان بمديرية يريم التابعة لمحافظة إب، بلغ تعداد سكانها 654 نسمة حسب تعداد اليمن لعام 2004.